# Best Exotic Marigold Hotel 2
Best Exotic Marigold Hotel 2 (Originaltitel: The Second Best Exotic Marigold Hotel) ist ein britischer Film von John Madden aus dem Jahr 2015 nach einem Drehbuch von Ol Parker. Der Film ist die Fortsetzung des Films Best Exotic Marigold Hotel (2012). Der Kinostart in Deutschland war am 2. April 2015.

## Handlung
Muriel Donnelly und Sonny Kapoor reisen nach San Diego, Kalifornien, um dem Hotel-Tycoon Ty Burley einen Business-Plan für ein Hotel vorzustellen. Sie wollen nach dem Best Exotic Marigold Hotel ein zweites Hotel in Indien eröffnen. Ihnen wird mitgeteilt, dass Burley das Hotel von einem anonymen Hoteltester besuchen lassen wird, um sich ein Bild zu machen.
Zurück in Jaipur, Indien, bietet man Evelyn Greenslade einen Job als Einkäuferin an. Sie ist mit ihren 79 Jahren jedoch am Zweifeln, da der Job eine hohe Verantwortung bedeutet und es notwendig macht, viel zu reisen. Douglas Ainslie, der in Evelyn verliebt ist, ist ebenfalls besorgt, dass er weniger Zeit mit ihr verbringen kann.
Sonnys Leben erhält mit den Hochzeitsplänen mit Sunaina eine weitere Herausforderung, die in Konflikt mit seinen Geschäftsplänen steht. Zudem versucht er verzweifelt, den amerikanischen Hotel-Besucher Guy Chambers zu beeindrucken, den er sofort als den anonymen Hotelinspektor der Hotelkette erkannt haben will. Als er bemerkt, dass Guy an seiner Mutter interessiert ist, bestärkt er zunächst die romantische Beziehung, bis er jedoch erfährt, dass Guy nicht der Hotelinspektor ist.
Das Dilemma von Madge Hardcastle besteht darin, sich zwischen zwei indischen Verehrern zu entscheiden. Außerdem taucht die von Douglas entfremdete Frau auf, um sich von ihm scheiden zu lassen, sodass sie erneut heiraten kann. Muriel bemüht sich weiterhin, Sonny davon abzuhalten, seine Hochzeit und seine Zukunft zu ruinieren. Mit der heranrückenden, farbenprächtigen Hochzeit von Sonny und Sunaina nahen auch die Entscheidungen für die anderen.

## Produktion
Am 29. Oktober 2012 berichtete Vulture.com, dass Drehbuchautor Ol Parker angefragt wurde, für Fox Searchlight Pictures ein Treatment zur Fortsetzung von Best Exotic Marigold Hotel zu schreiben. Ein Großteil des Casts hatte bereits für Teil 2 zugesagt. Am 2. Dezember 2012 schreib Showbiz411, dass außerdem Colin Firth und Helen Mirren möglicherweise beteiligt sein würden, jedoch kam es letztlich nicht dazu. Am 28. Oktober 2013 gab Radio Times bekannt, dass Penelope Wilton die Besetzung bestätigt hätte, u. a. mit Judi Dench, Bill Nighy, Maggie Smith, Ronald Pickup und Celia Imrie. Außerdem wurde bekanntgegeben, dass der Cast im Januar 2014 nach Indien fliegen würde, um mit den Dreharbeiten zu beginnen. Am 30. Oktober berichtete Deadline.com, dass Richard Gere im Gespräch sei, dem Ensemble beizutreten. Später, am 10. Januar 2014, bestätigte Gere seine Rolle im Film. Außerdem wurden Tamsin Greig und David Strathairn bestätigt.

## Rezeption

### Einspielergebnis
Mit Stand vom 22. März 2015 hatte Best Exotic Marigold Hotel 2 in Nordamerika 26,5 Millionen US-Dollar und im Rest der Welt 35,4 Millionen US-Dollar eingespielt. Dem Einspielergebnis steht ein Filmbudget von 10 Millionen US-Dollar gegenüber.

### Kritik
Best Exotic Marigold Hotel 2 erhielt gemischte bis positive Kritiken. Bei Rotten Tomatoes sind 63 % der Kritiken positiv bei insgesamt 142 Kritiken; die durchschnittliche Bewertung beträgt 5,9/10. Im Kritikerkonsens heißt es, „Best Exotic Marigold Hotel 2 sei so originell wie der Filmtitel, aber mit einer derart talentierten und ungezwungen charmanten Besetzung“ sei das „kaum entscheidend“. (‚The Second Best Exotic Marigold Hotel‘ is about as original as its title—but with a cast this talented and effortlessly charming, that hardly matters.) Bei Metacritic erhielt der Film eine Bewertung von 51/100, basierend auf 36 Kritiken.

## Trivia
Im Film erwähnt Muriel Donnelly (Maggie Smith), dass sie älter und weiser wäre als Evelyn Greenslade (Judi Dench), woraufhin Evelyn darauf hinweist, dass es nur 19 Tage seien. Im richtigen Leben ist allerdings Judi Dench älter als Maggie Smith, und zwar genau um 19 Tage.